# Zelotes vikela
Zelotes vikela este o specie de păianjeni din genul Zelotes, familia Gnaphosidae, descrisă de Fitzpatrick în anul 2007.
Este endemică în Senegal. Conform Catalogue of Life specia Zelotes vikela nu are subspecii cunoscute.